# Paul Shan Kuo-hsi
Paul Shan Kuo-hsi SJ (chin. trad. 單國璽, chin. upr. 单国玺, pinyin Shàn Guóxǐ; ur. 3 grudnia 1923 w Puyang, zm. 22 sierpnia 2012 w Nowym Tajpej) – chiński (tajwański) duchowny katolicki, biskup Hualian i Kaohsiung, kardynał.

## Życiorys
We wrześniu 1946 wstąpił do zakonu jezuitów (SJ), pierwsze śluby złożył 12 września 1948, śluby wieczyste 2 lutego 1963. Kształcił się w seminarium św. Józefa w Jingxian, w kolegium w Manili (uzyskał licencjat z filozofii), w kolegium Bellarmine w Baguio (Filipiny, uzyskał licencjat z teologii), w instytucie w Novaliches (Filipiny), na uniwersytecie w Xavier (zdobył dyplom z teorii edukacji), wreszcie na Papieskim Uniwersytecie Gregoriańskim w Rzymie (obronił doktorat z teologii). Święcenia kapłańskie przyjął 18 marca 1955 w Baguio. Pracował w instytucjach jezuickich (głównie edukacyjnych) na Filipinach, w Wietnamie i na Tajwanie. W latach 1970–1976 pełnił funkcję rektora Instytutu Św. Ignacego w Tajpej, 1972–1976 był przewodniczącym Towarzystwa Szkół Katolickich na Tajwanie. Od 1976 pracował jako wikariusz biskupi archidiecezji Tajpej.
15 listopada 1979 został mianowany biskupem Hualian, otrzymał sakrę biskupią 14 lutego 1980 z rąk arcybiskupa Tajpej Matthew Kia Yen-wen; jednym z współkonsekratorów był emerytowany zwierzchnik archidiecezji Tajpej Stanislaus Lo Kuang. Od 1987 biskup Shan Kuo-hsi pełnił funkcję przewodniczącego Regionalnej Konferencji Episkopatu Chin; w marcu 1991 został przeniesiony na biskupstwo Kaohsiung. 21 lutego 1998 Jan Paweł II wyniósł go do godności kardynalskiej, nadając tytuł prezbitera San Crisogono.
Kardynał Shan Kuo-hsi brał udział w sesji specjalnej Światowego Synodu Biskupów w Watykanie, poświęconej lokalnemu Kościołowi Azji (kwiecień-maj 1998); pełnił funkcję relatora generalnego sesji, później członka rady postsynodalnej. W grudniu 2003 ukończył 80 lat i utracił prawo udziału w konklawe; nie mógł wziąć udziału w wyborze następcy Jana Pawła II, ale pozostawał aktywnym biskupem diecezji Kaohsiung do stycznia 2006. Z nominacji Benedykta XVI brał udział w XI sesji zwykłej Światowego Synodu Biskupów w październiku 2005.